# Neoclassical darkwave
Neoclassical darkwave se refiere a un género musical dentro del movimiento de la música gótica (dark wave). Se caracteriza por el uso una atmósfera etérea y una voz femenina, además, fuertes influencias de la música clásica. El neoclassical darkwave es distinto a la música neoclásica, un estilo de música clásica que data de principios del siglo XX, que hizo hincapié en la perfección formal, la elegancia del estilo y la pureza del gusto.  En el marco de la música popular el término «neoclásico» se utiliza con frecuencia para referirse a la influencia de la música clásica (incluyendo los elementos del barroco, la música clásica, el romanticismo y la música impresionista), incluyendo al neoclassical darkwave y al metal neoclásico.

## Contexto
Las referencias a la música clásica de la música popular de una gran influencia había sido utilizado por primera vez por artistas de la música que data de mediados de la década de 1970 en los comienzos del movimiento de la nueva era.
A mediados de la década de 1980, las bandas Dead Can Dance y In the Nursery lanzaron álbumes influyentes que esencialmente sentaron las bases del género. En 1985, Dead Can Dance lanzó Spleen and Ideal, que inició el sonido «europeo medieval» de la banda. En 1987, In the Nursery publicó Stormhorse, que exhibía un audaz estilo cinematográfico y sinfónico; un sonido posindustrial que se prevé como soporte musical de una epopeya dramática. Esta música estaba claramente más inspirada en la música clásica que en el rock tradicional, tenía una cualidad nostálgica, visionaria y a veces hasta melancólica.
El Neoclassical Darkwave hace uso extensivo de elementos orquestales. Muchas bandas utilizan teclados que imitan los sonidos de la música clásica, mientras que grupos mejor conocidos como Elend hacen uso de orquestas de cámara y otros instrumentos acústicos. El tipo de voz en el género puede variar. Algunos grupos, como Les Secrets de Morphée, hacen uso de la ópera. Otros, como Autunna et sa Rose, utilizan voces clásicas contemporáneas con música de cámara, junto con el monólogo dramático. Otras bandas, como H.E.R.R., se caracterizan por un enfoque de guerra, usando el tambor y temas militaristas —el llamado martial industrial—. Por último, hay un pequeño número de grupos puramente instrumentales.

## Artistas notables
| - Abandoned Toys - Abney Park - Archangel of Light - Aura Noctis - Ali Project - Anna von Hausswolff - Amber Asylum - Arcana - Angels of Venice - Ataraxia - Autumn Tears - Bacio di Tosca - Black Tape For A Blue Girl - Camerata Mediolanense | - Circuncelion - Changelings, The - Chaostar - Collection d'Arnell Andréa - Dargaard - Dark Sanctuary - Dead Can Dance - Deleyaman - Devil Doll - Diamanda Galás | - Die Verbannten Kinder Evas - Elend - Faith And The Muse - Fragments de la Nuit, Les - H.E.R.R. - In The Nursery - Kanon Wakeshima - Kristin Hayter - Life's Decay - Life Toward Twilight - Lisa Gerrard | - Love Is Colder Than Death - Mirabilis - Miranda Sex Garden - Malice Mizer - Narsilion - Ophelia's Dream - Persephone - Raven Wings - Rising Shadows - Sopor Aeternus & The Ensemble of Shadows - Vernian Process - Weltenbrand - Yousei Teikoku |